# Allium senescens
Allium senescens es una especie de planta bulbosa del género Allium, perteneciente a la familia de las amarilidáceas, del orden de las Asparagales.
Se distribuye por las regiones templadas del Hemisferio Norte.

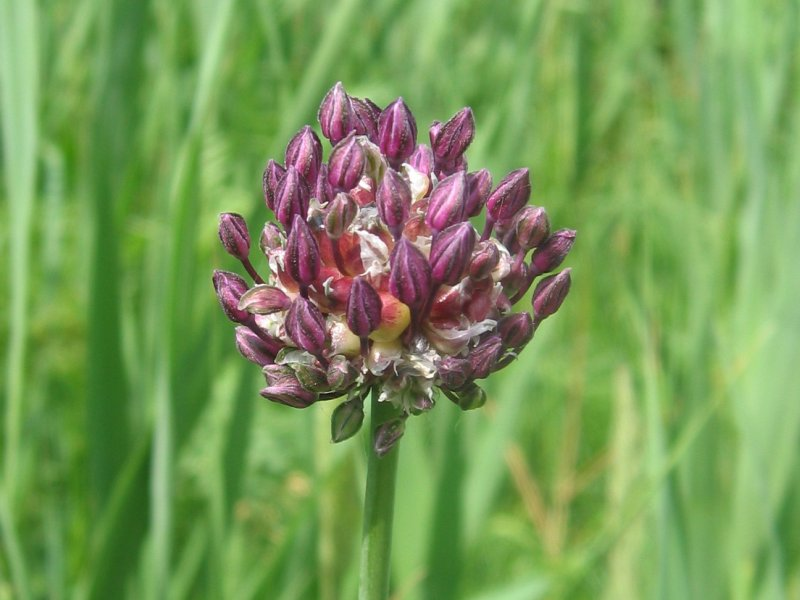
Detalle de inflorescencia

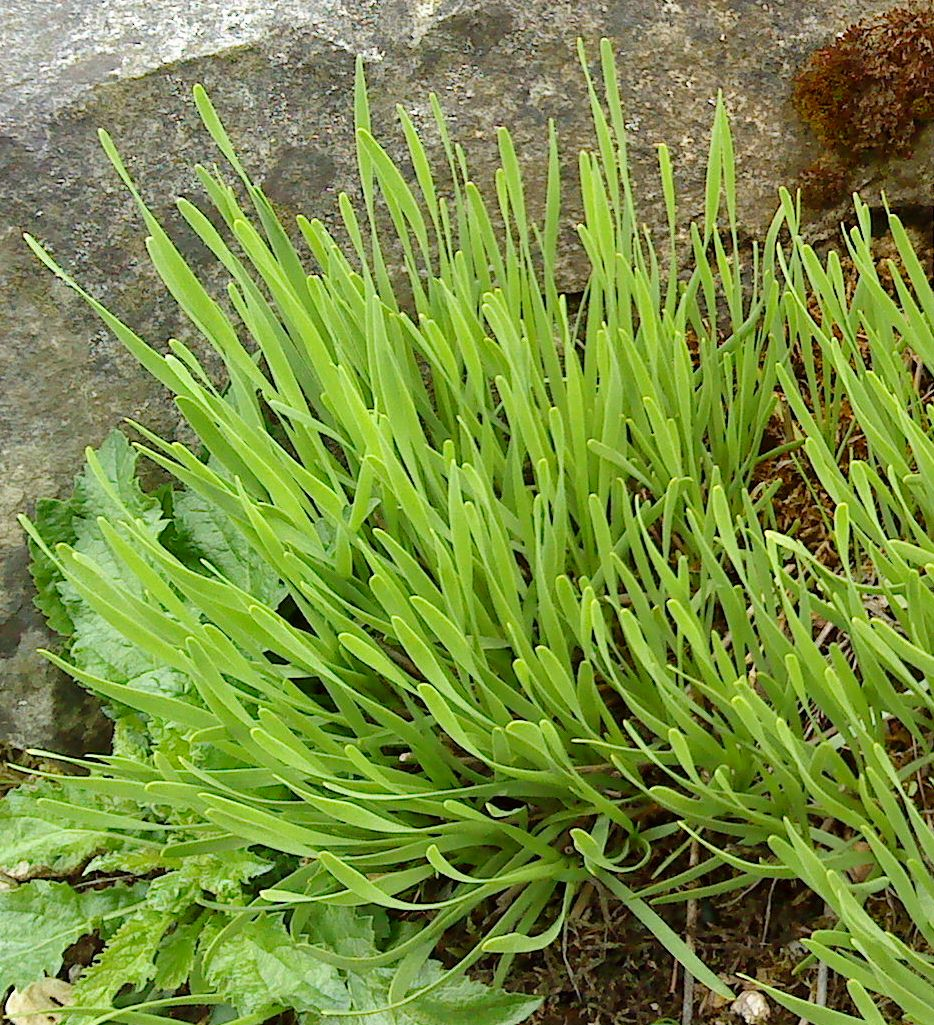
Follaje

## Descripción
Allium senescens es una planta bulbosa que produce hasta 30 flores de color rosa  en umbelas a mediados o finales del verano y crece entre 20 y 60 cm de altura. Las hojas son delgadas como cintas.

## Taxonomía
- Allium senescens fue descrita por Carlos Linneo y publicado en Species Plantarum 1: 299, en el año 1753. (1 de mayo de 1753)[1][2]
- Allium senescens descrita por Ker Gawl. es sinónimo de Allium spirale de  Willd.
- Allium senescens descrita por Thunb. es sinónimo de Allium thunbergii var. thunbergii

Etimología
Allium: nombre genérico muy antiguo. Las plantas de este género eran conocidos tanto por los romanos como por los griegos. Sin embargo, parece que el término tiene un origen celta y significa "quemar", en referencia al fuerte olor acre de la planta. Uno de los primeros en utilizar este nombre para fines botánicos fue el naturalista francés Joseph Pitton de Tournefort (1656-1708).
senescens: epíteto latino que significa "de color gris".
Citología
Número de cromosomas de Allium senescens (Fam. Liliaceae) y taxones infraespecíficos: 2n=16+(0-5B). n=8; 2n=16. 2n=32
Variedades aceptadas
- Allium senescens subsp. glaucum (Regel) Dostál
- Allium senescens subsp. senescens

Sinonimia
| - Allium narcissifolium Scop., Fl. Carniol., ed. 2, 1: 238. 1771, nom. superfl. - Cepa senescens (L.) Moench, Methodus: 244. 1794. - Xylorhiza senescens (L.) Salisb., Gen. Pl.: 89. 1866, nom. inval. |

## Nombre común
- Castellano: ajo silvestre.[8]